# Звёздное сверхскопление
Звёздное сверхскопление (англ. super star cluster, SSC) — это массивное молодое рассеянное скопление, предположительно, являющееся предшественником шарового скопления. 
Как правило, содержит очень большое количество молодых массивных звёзд, ионизирующих окружающую среду (области ионизированного водорода). Область H II в подобных скоплениях окружена пылевой оболочкой. Зачастую звёзды и области H II не видны при оптических наблюдениях вследствие значительного поглощения света, поэтому  наиболее молодые сверхскопления лучше наблюдать в радио- и инфракрасной области спектра.
Характерными особенностями сверхскоплений являются высокие значения электронной плотности {\displaystyle n_{e}=10^{3}-10^{6}} см{\displaystyle ^{-3}} и давления
{\displaystyle P/k_{b}=10^{7}-10^{10}} K см{\displaystyle ^{-3}}.

## Примеры звездных сверхскоплений
| Название         | Галактика                  | Примечания |
| ---------------- | -------------------------- | ---------- |
| Westerlund 1     | Млечный Путь               | [ 3 ]      |
| NGC 3603         | Млечный Путь               | [ 4 ]      |
| R136             | Большое Магелланово Облако | [ 5 ]      |
| NGC 1569 A1 и A2 | NGC 1569                   | [ 6 ]      |